# Alekseevskij rajon (Oblast' di Samara)
L'Alekseevskij rajon (in russo Алексеевский район?) è un rajon dell'Oblast' di Samara, nella Russia europea; il capoluogo è Alekseevka. Istituito nel luglio del 1928, occupa una superficie di 1.890 chilometri quadrati.